# Khady Pouye
 (février 2024).
Khady Pouye est une chanteuse, auteure et compositrice sénégalaise.

## Biographie

### Enfance et débuts
Native de Rufisque, Khady Pouye est handicapée depuis l'âge de 7 ans. Sa mère,  Aïssatou Ndiaye Cissé, l'encourage dans la voie artistique. Elle admire Youssou Ndour depuis son plus jeune âge, artiste qui en retour a salué son talent.

### Carrière
Khady Pouye est une auteure, compositrice et chanteuse. Elle se lance dans la musique dès 2007 avec un premier single dédié à un ancien joueur international sénégalais, Thierno Youm. Elle crée des festivals de musique pour rendre visible auprès des institutions les personnes en situation de handicap. Elle dénonce la mendicité dans son vidéoclip Wonema sur Youtube ,. 
Khady Pouye est aussi couturière, infographiste ou vendeuse de thé à moto. Le ministre de la Culture et des Télécommunications, Abdoulaye Diop lui offre un tricycle.
En 2020, elle participe au African’Handi Talents.

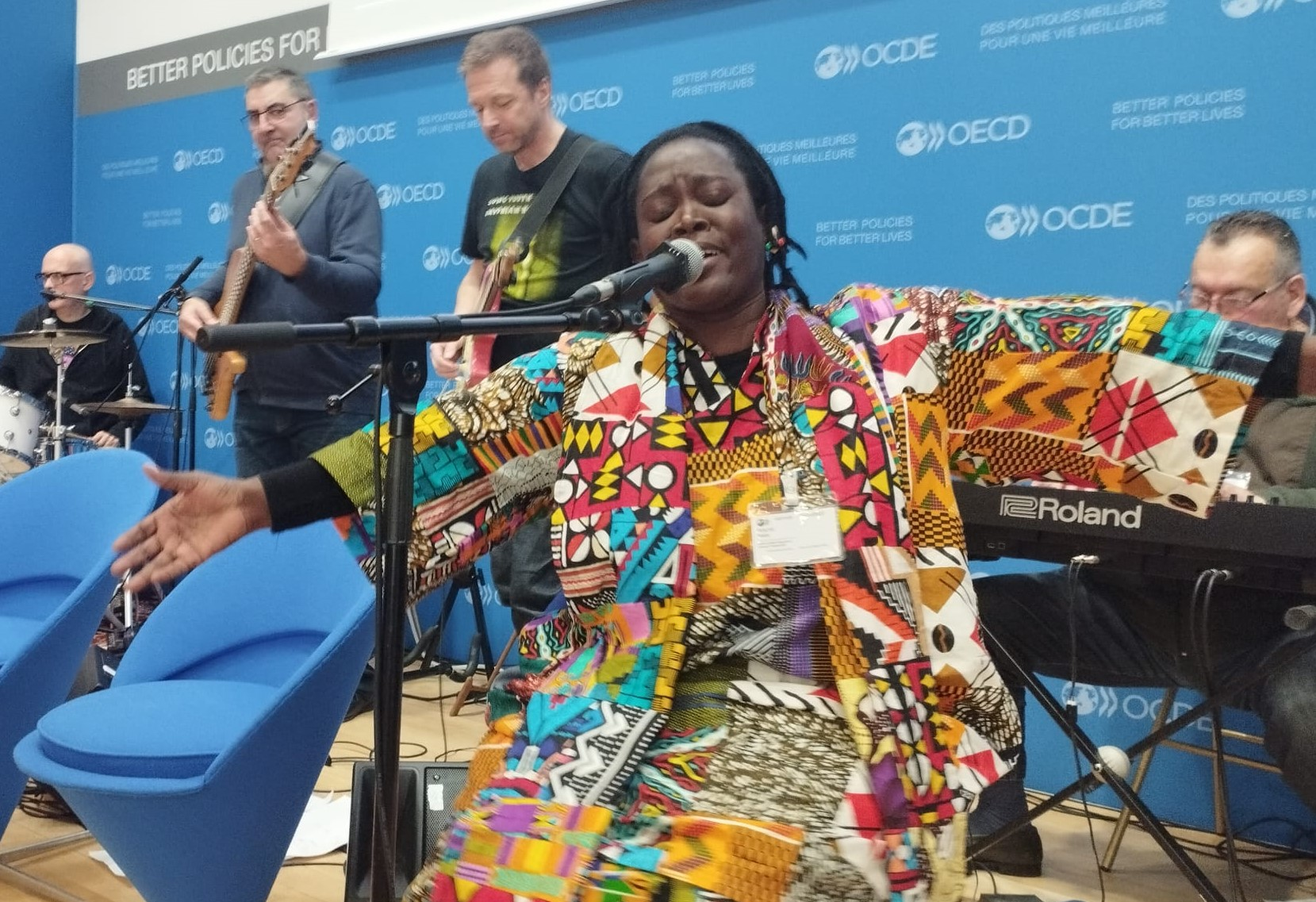
Khady Pouye chante à l'OCDE à Paris.

En juillet 2023, elle s'inscrit au concours international organisé pour la Journée mondiale de la lutte contre la traite des êtres humains organisée par l’ONUDC ainsi que par l’organisme HCDC.
En octobre 23, le Ministère de la culture et du patrimoine historique l'a fait intervenir dans la 2e édition de Femmes forte, une rencontre d'échanges et de partages pour booster le leadership des femmes.
Le 4 décembre 2023, elle se produit au siège de l'OCDE, au Château de La Muette, dans le cadre de sa tournée en France.

## Musique
- Wonema[6]